# Диллард, Харрисон
Уи́льям Ха́ррисон Ди́ллард (англ. William Harrison Dillard; 8 июля 1923, Кливленд, Огайо — 15 ноября 2019, там же) — американский легкоатлет-спринтер, четырёхкратный олимпийский чемпион.

## Биография
Заниматься спортом начал во время обучения в колледже. Участник Второй мировой войны, в частности, принимал участие в боях итальянской кампании. После войны продолжил заниматься лёгкой атлетикой. В 1947 году окончил обучение в колледже Болдуина-Уоллеса.
В 1974 году был включён в Зал славы лёгкой атлетики США.

## Спортивная карьера

### Олимпийские игры 1948 года
На Олимпиаде в Лондоне выиграл дистанцию 100 метров с олимпийским рекордом — 10,3 сек., обыграв по результату фотофиниша своего соотечественника Барни Эвелла. Это было первое использование камеры в истории Олимпийских игр.
7 августа 1948 года в составе квартета стал победителем эстафеты 4×100 метров, став двукратным олимпийским чемпионом.

### Олимпийские игры 1952 года
На Олимпийских играх в Хельсинки стал победителем на дистанции 110 метров с барьерами, а также повторил свой успех в эстафете 4×100 метров, став четырёхкратным олимпийским чемпионом.

### Другие соревнования
В 1953 году принимал участие в Маккабиаде